# Yūko Mita
Yūko Mita (三田 ゆう子, Mita Yūko), sendo seu verdadeiro nome Yūko Iguchi (井口 友子, Iguchi Yūko), é uma seiyū, nascida 14 de Agosto de 1954, em Setagaya, Tokyo, Japão.

## Trabalhos

### TV
- Anmitsu Hime (Amaguri no Suke)
- Aishite Night (Hashizō
- Akuma-kun (Akuma-kun)
- Anpanman (Eclair-san, Bananaman, Popo, Penguin-kun)
- Captain Tsubasa (Andre)
- Detective Conan (Kazuki Kinukawa)
- Cinderella Monogatari (Palette)
- City Hunter (Sayaka Isegami (ep.10))
- Dr. Slump (Turbo, Tsururin)
- Dragon Ball (Turbo)
- Dragon Ball Z Special 1: Bardock, The Father of Goku (Seripa)
- Dragon Quest (Daisy)
- Edokko Boy Gatten Tasuke (Bonten Marutasuke, Daisuke)
- Fighting Foodons (Pitan)
- Ge Ge Ge no Kitaro (3rd series) (Neko Musume)
- Ge Ge Ge no Kitaro (4th series) (Ubume)
- Gu Gu Ganmo (Linda)
- Guru Guru Town Hanamaru-kun (Mother)
- Hello! Lady Lin (Sophy)
- Highschool! Kimen-gumi (Ippei Kawa)
- The Irresponsible Captain Tylor (Shia Has)
- The Kabocha Wine (Akemi (ep.94), Kōhei)
- Little Lulu to Chitcha na Nakama (Willie)
- Magic Idol Pastel Yumi (Momoko Hanazono)
- Magic Star Magical Emi (Misaki Kazuki)
- Magical Angel Creamy Mami (Posi)
- Magical Fairy Persia (Puri Puri, Tsutomu (young))
- Magical Princess Minky Momo (Pipiru)
- Maison Ikkoku (Akemi Roppongi)
- Maple Town Stories (Cindy, Karl)
- Mirai Robo Daltanias (Ochame)
- Ninja Hattori-kun (Shinzō Hattori)
- Norakuro-kun (Keita Kinoshita)
- Obake no Q-tarō (P-ko)
- Plawres Sanshiro (Aya)
- Pokonyan! (Pokonyan)
- Pokemon (Ibuki; Clair in the English version) (Kengo)
- Ranma ½ (Madame Sanpōru)
- Robin Hood no Daibōken (Will)
- Sasuga no Sarutobi (Mika Ishikawa)
- Shin Bikkuriman (Saracchi)
- Soar High! Isami (Kei Tsukikage)
- Stop! Hibari-kun (Jun)
- Super Bikkuriman (Rock Princess Dinas)
- Super Doll★Licca-chan (Dai Takabayashi)
- Tokimeki Tonight (Tsuppari)
- Ultra B (Ultra B)
- Urusei Yatsura (Benten, Kaede (ep.55, spring special), Juliet (ep.17))
- YAT Anshin Uchū Ryokō (Bukkī, MAM, Tsuyoko, others)
- Zatch Bell! (Sekkoro)

### OVA
- Dominion Tank Police (Annapuma)
- Dream Dimension Hunter Fandora (Sōto)
- Magical Princess Minky Momo: Yume no Naka no Rondo (Pipiru)
- Ningen Kakumei (Ikue Toda)
- Tenamonya Voyagers (Space Trash Paraila)
- Urusei Yatsura series (Benten)
- Vampire Wars (Brigit)

### Movies
- Soreike! Anpanman: Lyrical★Magical Mahō no Gakkō (Popo)
- Crayon Shin-chan: The Adult Empire Strikes Back (Hiroshi (as a child))
- Maison Ikkoku Kanketsuhen (Akemi Roppongi)
- Make-Up! Sailor Senshi (Katarina)
- Ninja Hattori-kun: Nin Nin Ninpō Enikki no Maki (Shinzō Hattori)
- Pokonyan! Kyūryū ga Ugoitanyan (Pokonyan)
- Urusei Yatsura series (Benten)
- A Wind Named Amnesia (Sue)

### Games
- Gensō Senshi Valis (Reiko)
- Sentimental Graffiti 2 (Emiko Sugihara)
- Kono Yo no Hate de Koi wo Utau Shōjo YU-NO (Amanda)

### CDs
- Saint Elza Crusaders (Manami Oguri)

### Outros
- Shin Dotchi no Ryōri Show (Yellow Kitchen "Which-kun" (voice))